# Великий Діл

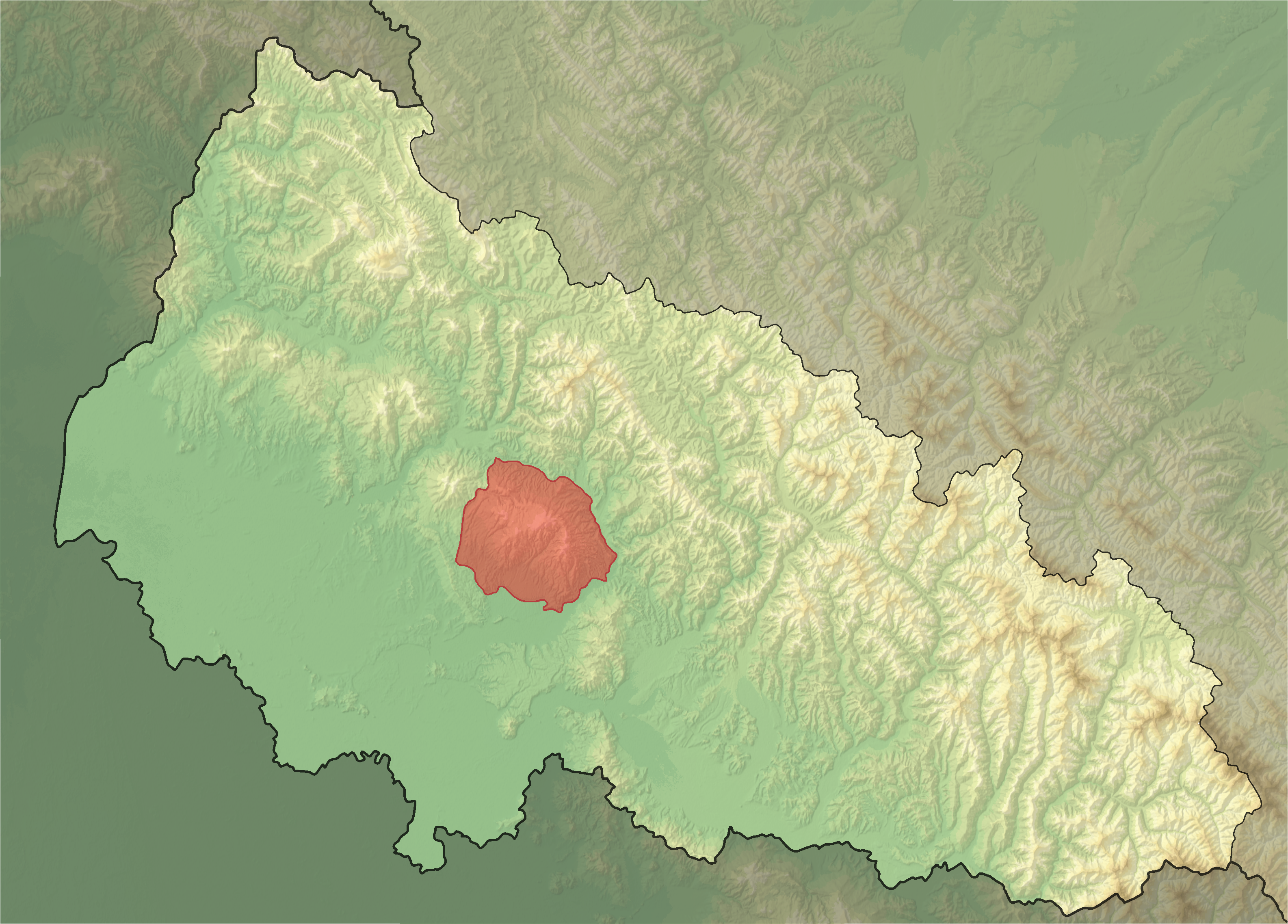
Мапа

Вели́кий Діл — гірський масив Українських Карпат, центральна частина Вигорлат-Гутинського вулканічного хребта. Розташований у межах Свалявського, Іршавського та (частково) Мукачівського районів Закарпатської області. Складається з головного хребта за назвою Великий Діл і багатьох другорядних хребтів-відгалужень. Масив простягається між річками Латорицею (на заході) та Боржавою (на сході). 
Пересічні висоти 700—800 м, максимальна — 1081 м (г. Бужора). Схили асиметричні: південні пологіші, ніж північні. Трапляються рештки згаслих вулканів. Складається з андезитів, базальтів та їхніх туфів. Поширені ерозійні та зсувні осипні процеси, бувають селі. Є джерела мінеральних вод. Крутосхиловий верхній ярус гір (понад 650 м) зайнятий буковими лісами, низькогір'я — залишками дубових дібров, садами й виноградниками. Район туризму. 
У межах масиву розташований геологічний заказник «Зачарована Долина» і гідрологічна пам'ятка природи — болото «Чорне Багно» (складові частини Національного природного парку «Зачарований край»).

## Деякі вершини
- Шелелевський Верх (729 м)
- Мартинський Камінь (969 м)
- Береговий Діл (926 м)
- Бужора (1081 м)
- Камінь (957 м)
- Бистра (1002 м)
- Явір (717 м)